# Nationalpark Schwarzwald
Der Nationalpark Schwarzwald wurde am 1. Januar 2014 gegründet und ist der erste Nationalpark in Baden-Württemberg. Der dortige Landtag stimmte am 28. November 2013 für dessen Errichtung. Der 10.062 Hektar (100,62 km²) große Nationalpark liegt am Hauptkamm des Nordschwarzwalds überwiegend zwischen der Schwarzwaldhochstraße und dem Tal der Murg. Er besteht aus zwei etwa 3,5 Kilometer voneinander getrennten Einzelbereichen um Ruhestein (7.615 Hektar) und Hoher Ochsenkopf/Plättig (2.447 Hektar). Der Nationalpark Schwarzwald befindet sich im Areal des Naturparks Schwarzwald Mitte/Nord und wird vollständig von diesem umschlossen. Am 3. Mai 2014 wurde der Nationalpark offiziell eröffnet.
Die Einrichtung des Nationalparks im Schwarzwald war politisch umstritten. Sie wurde von den Oppositionsparteien CDU und FDP, Vertretern der holzverarbeitenden Industrie und Teilen der betroffenen Bevölkerung abgelehnt, während SPD und Grüne, die Naturschutzverbände und andere Teile der Einwohnerschaft des Nordschwarzwaldes die Gründung des Nationalparks befürworteten.

## Standort und räumliche Ausdehnung
Der nördliche Teilbereich Hoher Ochsenkopf/Plättig umfasst das obere Schwarzenbachtal sowie die Regionen um den 1054 m ü. NHN hohen Hohen Ochsenkopf im Zentrum, den 1008 m hohen Mehliskopf im Westen, die 1002 m hohe Badener Höhe im Norden und den 994 m hohen Nägeliskopf im Osten. Beim Zusammenfluss von Schwarzenbach und Raumünzach liegt auf knapp 500 m Höhe der tiefste und östlichste Punkt dieses Parkbereichs. Ausgegrenzt sind der Ort Herrenwies sowie kleinere Flächen um Plättig, Sand und das Wanderheim Badener Höhe. Im Nordosten grenzt die Schwarzenbachtalsperre an, im Westen die Bühlerhöhe jenseits der Schwarzwaldhochstraße. Überwiegend gehört der Staatswald hier zum Gebiet der Gemeinde Forbach (Landkreis Rastatt). Die Städte Bühl (Landkreis Rastatt) und Baden-Baden stellten zusätzliche Kommunalwaldflächen im Bereich Plättig bereit.
Der größere Teilbereich Ruhestein reicht bis in etwa 1150 m ü. NHN beim Dreifürstenstein in der südöstlichen Gipfelregion der Hornisgrinde, des höchsten Berges im Nordschwarzwald. Weitere Gipfel sind der Vogelskopf (1056 m) und der Schliffkopf (1056 m) im Westen, der Seekopf (1055 m) im Nordwesten, das Riesenköpfle (1002 m) im Zentrum, der Leinkopf (992 m) im Norden und der Großhahnberg (938 m) im Nordosten. Eingeschlossen sind in diesem südlichen Teil des Nationalparks die Karseen Wildsee, Huzenbacher See und Buhlbachsee sowie das obere Schönmünztal und die Oberläufe der Murg-Quellflüsse Rechtmurg und Rotmurg sowie weiterer Murgzuflüsse. Am Westabhang des Schliffkopfs reicht der Teilbereich bis zu den Allerheiligen-Wasserfällen hinab, wo er bei etwa 500 m seinen niedrigsten und westlichsten Punkt erreicht. Ausgegrenzt sind im Ruhesteingebiet der Ruhestein selbst mit zwei Skihängen und den Skisprungschanzen, die Darmstädter Hütte, das Schliffkopf-Hotel, das Rotmurg-Jägerhaus, die Siedlung Volzenhäuser (Schönmünz) und weitere kleine Areale. Die Staatswaldflächen gehören hier überwiegend zur Gemarkung der Gemeinde Baiersbronn (Landkreis Freudenstadt), des Weiteren zu Oppenau, Ottenhöfen und Seebach (Ortenaukreis).
Die Parkfläche beträgt 10.062 Hektar, darunter 2.447 Hektar im Teilbereich Hoher Ochsenkopf/Plättig und 7.615 Hektar um den Ruhestein. Getrennt werden die beiden Bereiche durch den Forbacher Ortsteil Hundsbach sowie nicht in Staatsbesitz befindliche Waldflächen, die zum Teil der Murgschifferschaft gehören.

## Tiere und Pflanzen

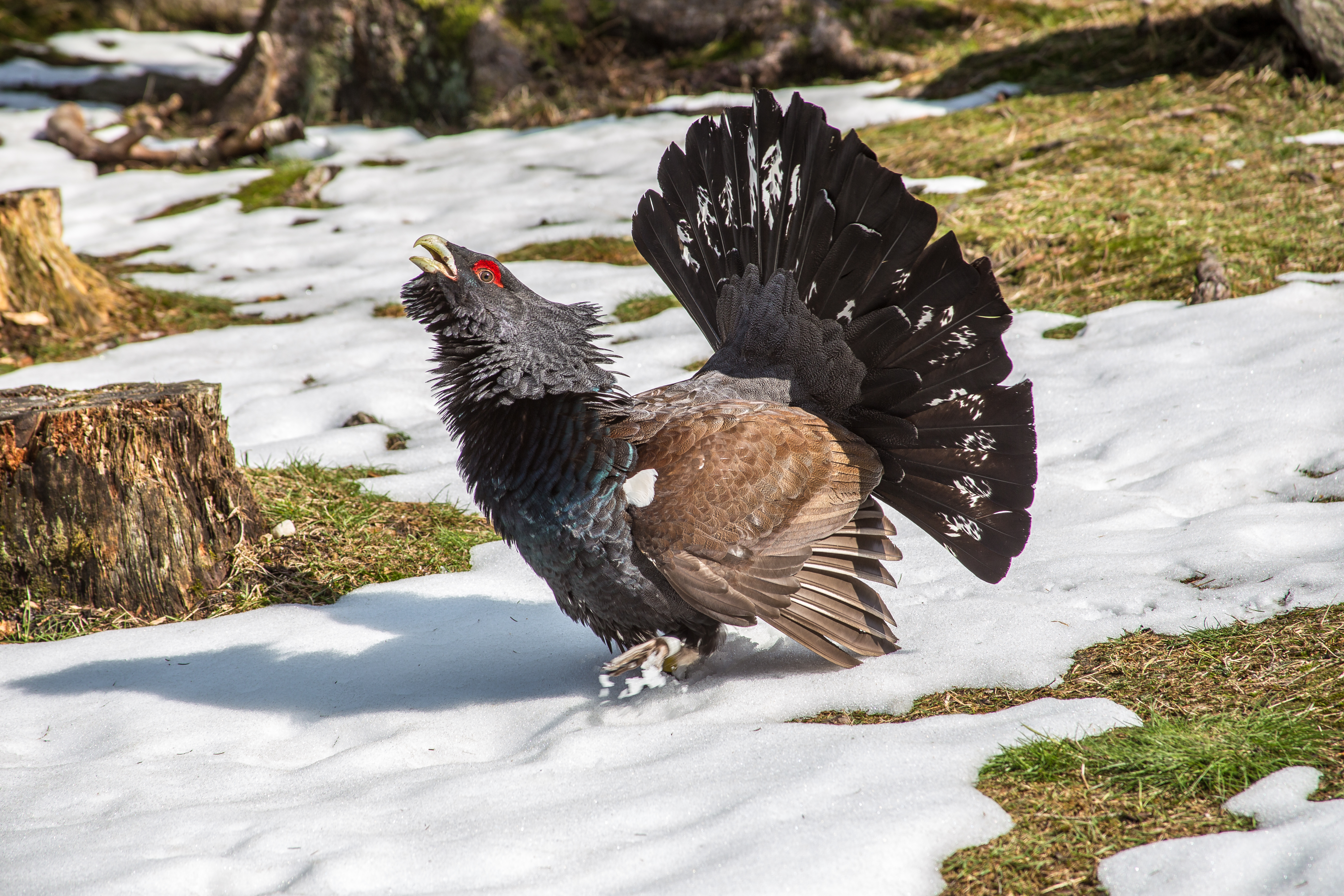
Der Nationalpark bietet Lebensraum für Auerhühner

Die Bergmischwälder, die einen Großteil der Fläche des Nationalparks ausmachen, setzen sich besonders aus den Baumarten Fichte, Buche und Weißtanne zusammen, sowie aus verschiedenen Farnen, Bärlappen und Moosen.
Die Grinden und Plateaumoore, die etwa 3 % der Parkfläche ausmachen, sind mit Pfeifengras, Rasenbinse und Heidekraut bewachsen. Von diesen Gebieten profitieren besonders seltene Insektenarten wie die Alpine Gebirgsschrecke, der Warzenbeißer und verschiedene Nachtfalterarten, sowie die Kreuzotter, der Zitronenzeisig, der Wiesenpieper und der Wendehals.
Die drei Karseen des Nationalparks bieten Amphibien- und Libellenarten einen geeigneten Lebensraum. Auch auf Fels- und Blockschutthalden, die verstreut im Park vorkommen, leben viele verschiedene Arten, von seltenen Flechten und Insekten, bis hin zu Alpenspitzmäusen und Wanderfalken.
Charakteristische im Nationalpark vorkommende Vogelarten sind unter anderem die Spechtarten Schwarzspecht, Buntspecht, Grauspecht und der seltene Dreizehenspecht. Ebenso findet man hier Fichtenkreuzschnäbel und Tannenhäher. Die Eulen sind besonders durch die Arten Waldkauz, Raufußkauz und Sperlingskauz vertreten.
Besonders hervorzuheben ist das vom Aussterben bedrohte Auerhuhn, welches in den lichten Nadelwäldern des Nationalparks ein wichtiges Vorkommensgebiet hat.
Die Säugetiere sind durch die großen Paarhufer Rothirsch, Reh und Wildschwein vertreten. Des Weiteren findet man unter anderem Füchse, Dachse, Feldhasen, Sieben- und Gartenschläfer im Nationalpark.
Bereits seit Ende des 20. Jahrhunderts wurde im heutigen Gebiet des Nationalparks regelmäßig einzelne Luchse nachgewiesen. Dabei handelte es sich jedoch immer um einzelne, männliche Tiere, die auf der Suche nach weiblichen Tieren aus der Schweiz zugewandert waren.
Seit dem Winter 2017/18 gibt es im Nordschwarzwald genetische Nachweise, dass der Wolf über 150 Jahre nach der Ausrottung durch den Menschen dorthin zurückgekehrt ist. Der erste und bis heute (Stand: Mai 2020) einzige im Gebiet des Nationalparks derart nachgewiesene Wolf, ein als GW852m bezeichneter einzelner, residenter Wolfsrüde, stammt aus einem Rudel in der Lüneburger Heide und ist von dort über knapp 600 km zugewandert. Der Nationalpark Schwarzwald liegt innerhalb des rund 3.700 Quadratkilometer großen Wolfsgebietes („Förderkulisse Wolfprävention“), das die Landesregierung Baden-Württembergs daraufhin im Mai 2018 zur Unterstützung für Schaf-, Ziegen- und Gehegewildhalter auswies.
Im Jahr 2019 waren im Nationalpark 2100 Tierarten dokumentiert, davon 1400 Insektenarten und unter ihnen etwa 750 Käferarten. Es wird aber vermutet, dass rund 3000 Insektenarten im Park vorkommen. Außerdem wurden 1050 Pilzarten, fast 600 Farn- und Blütenpflanzen, mehr als 200 verschiedene Flechten und fast 400 Moose nachgewiesen.

### Auswirkungen der globalen Erwärmung
Die extreme Hitze und die Dürren besonders der Sommer 2018 und 2019 haben sich auch auf die Wälder Baden-Württembergs und auf den Schwarzwald erheblich ausgewirkt. Laut Waldzustandsbericht 2019 sind 43 Prozent der Waldfläche im Bundesland deutlich geschädigt, nur ein Viertel der Bäume ist gesund. Im Nationalpark Schwarzwald sind es hauptsächlich die Fichten, die Stürmen, der Trockenheit und dem sich durch die Wärme massiv ausbreitenden Borkenkäfer vielerorts nicht mehr standhalten. Auch die Weißtanne ist, selbst in Höhenlagen, von Trocken- und Hitzeschäden betroffen. Es wird davon ausgegangen, dass die das Waldbild des Nationalparks prägende Fichte zunehmend durch dürre- und hitzeresistentere Laubbäume ersetzt wird.

## Organisation

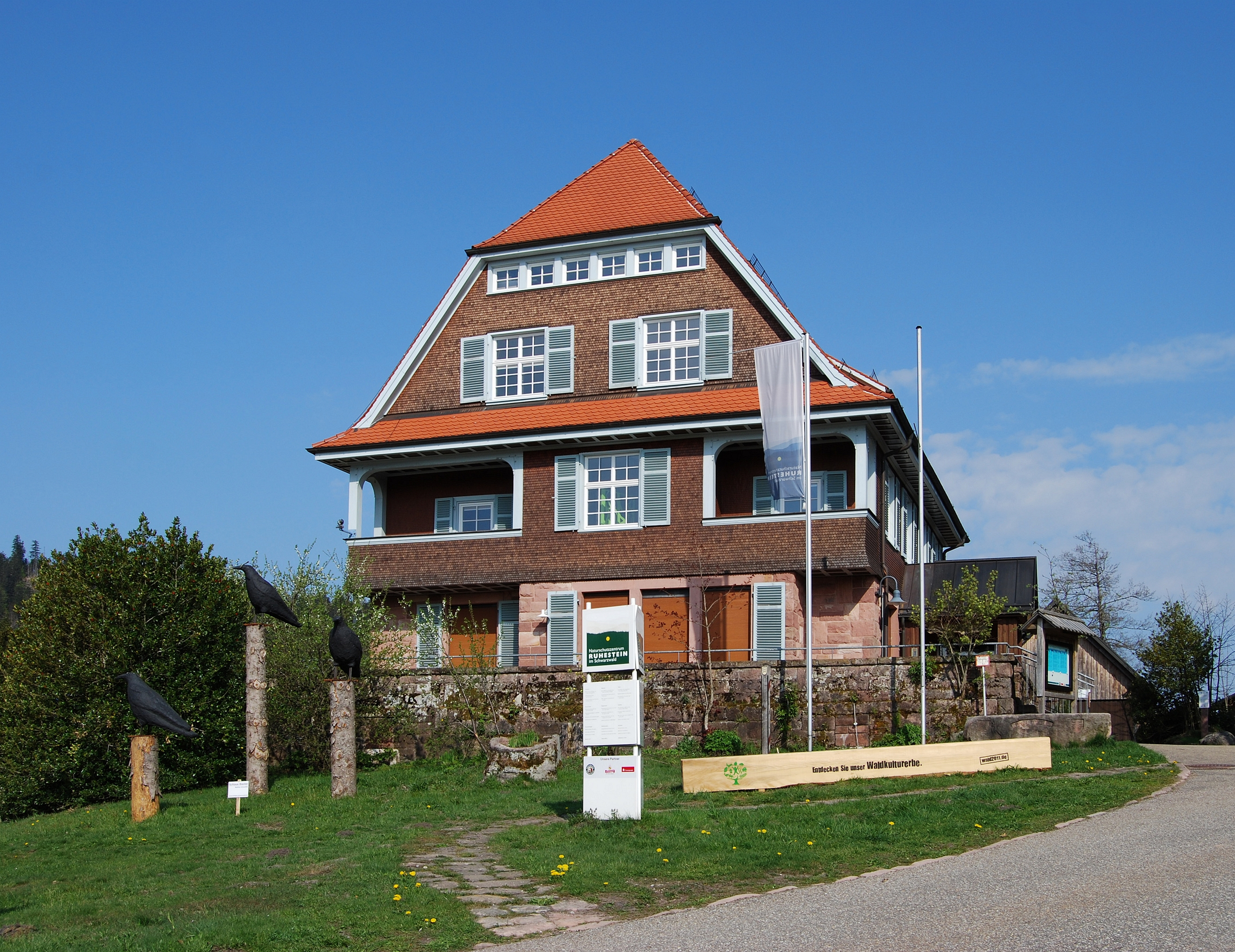
Das Naturschutzzentrum Ruhestein

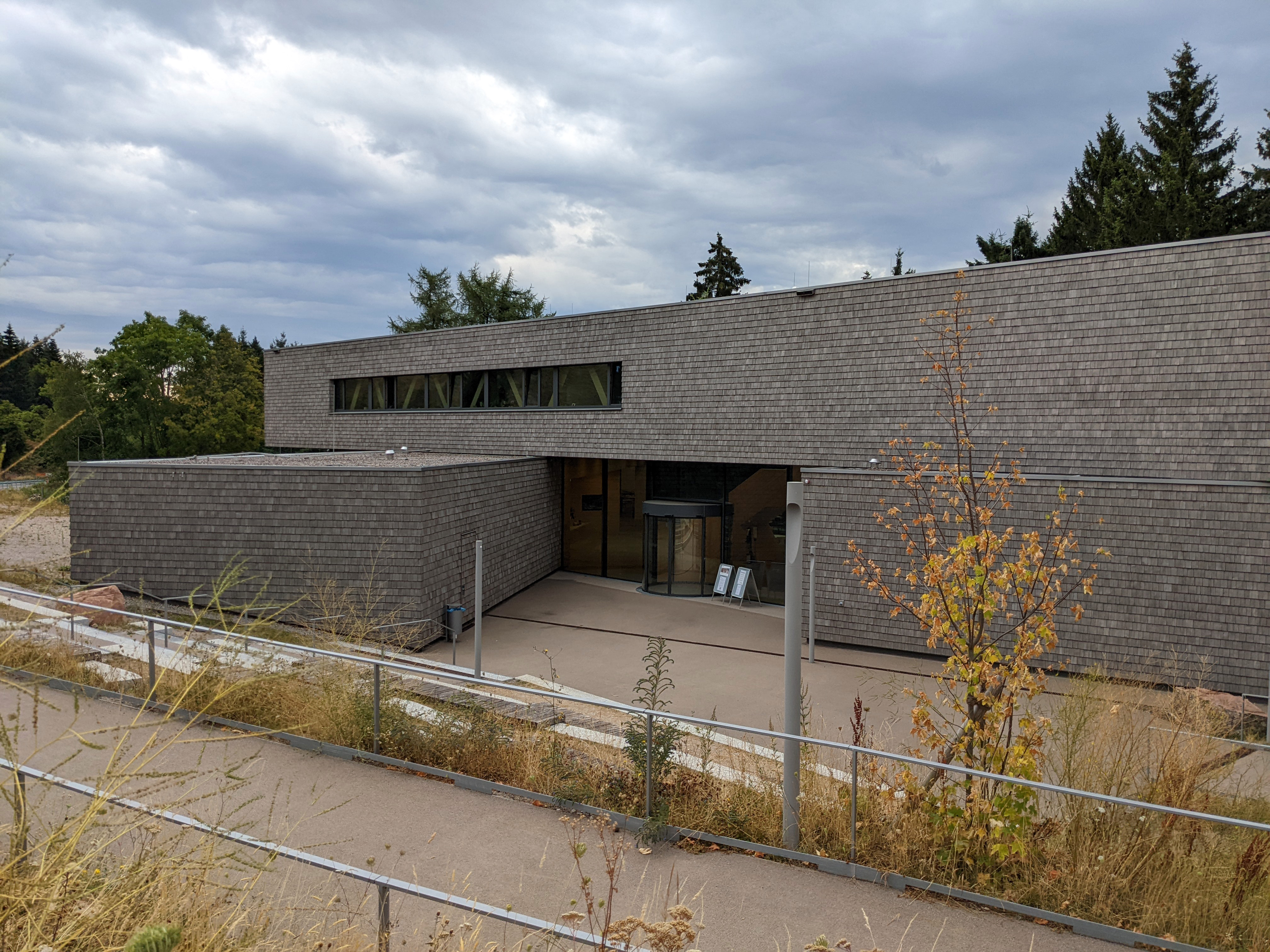
Das Nationalparkzentrum Ruhestein

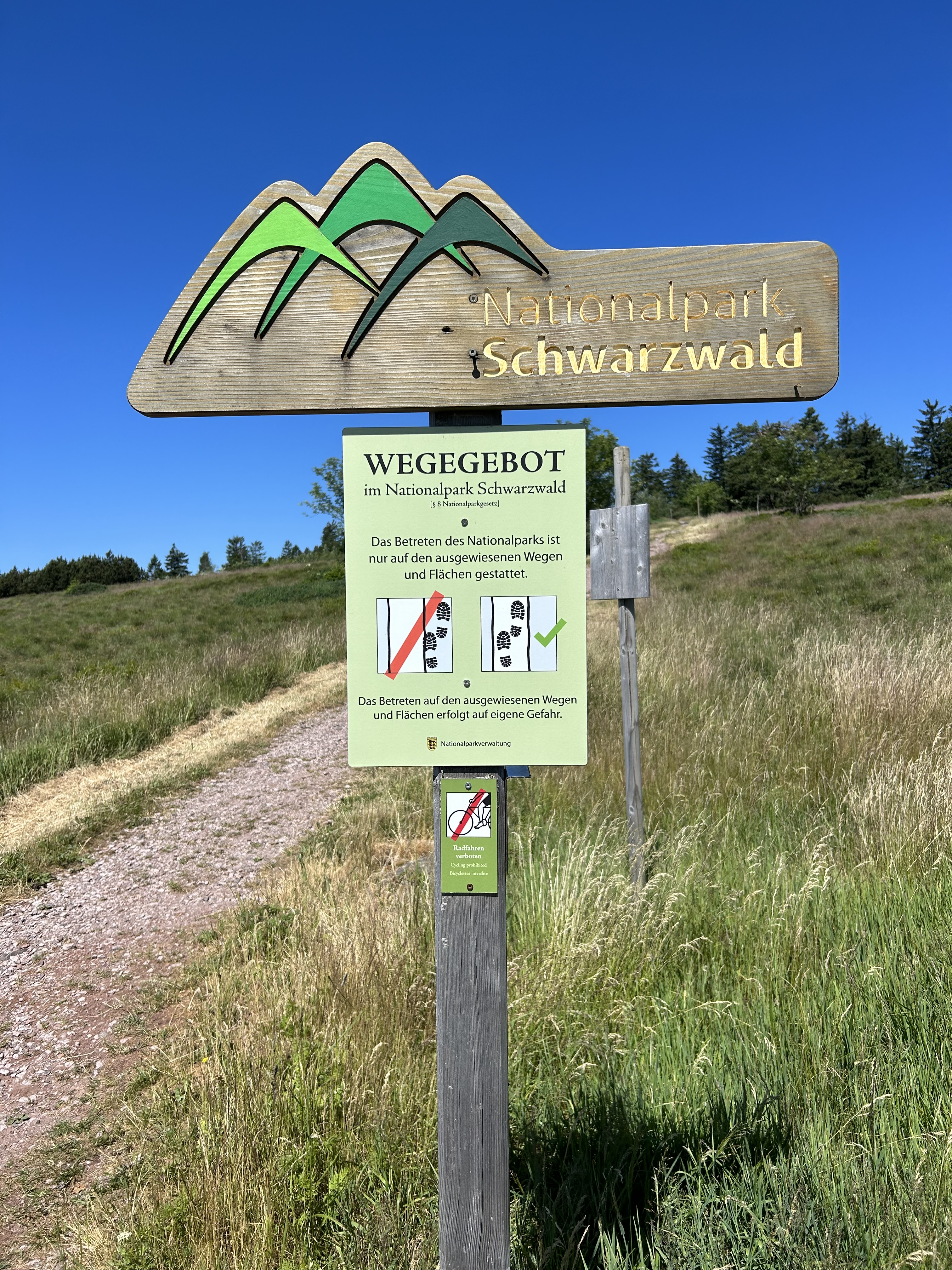
Schild beim Schliffkopf

Die Nationalparkverwaltung ist eine Sonderbehörde des Landes Baden-Württemberg. Bis 2016 war sie dem Ministerium für Ländlichen Raum und Verbraucherschutz (MLR) zugeordnet, nach der Landtagswahl in Baden-Württemberg 2016 wechselte sie ins Ministerium für Umwelt, Klima und Energiewirtschaft Baden-Württemberg (UM). In der Begründung des Nationalparkgesetzes ist analog zu den Qualitätsstandards und -Kriterien für Nationalparke in Deutschland eine Zuordnung zur Oberen Naturschutzbehörde vorgeschrieben und mit der Landtagswahl wechselte die Zuständigkeit für Naturschutz vom MLR zum UM. Wichtige Entscheidungen werden gemeinsam mit dem Nationalparkrat getroffen, der aus Vertretern des Ministeriums, der angrenzenden Städte und Kreise und des Naturparks Schwarzwald Mitte/Nord besteht. Bei fachlichen Fragen kann außerdem das Fachwissen des Nationalparkbeirats herangezogen werden, in dem Verbände und Interessengruppen aus den Bereichen Naturschutz, Forst, Kirchen, Tourismus... organisiert sind.
Dienstsitz für die Verwaltung des Nationalparks ist das Nationalparkzentrum Ruhestein in Seebach. Weitere Dienstorte sind das frühere Forstamt in Baiersbronn-Klosterreichenbach und das alte Winterdienstgehöft an der Alexanderschanze bei Bad Peterstal-Griesbach. Gründungsleiter der Nationalparkverwaltung waren der Forstwissenschaftler Thomas Waldenspuhl und der Biologe Wolfgang Schlund. Nachdem Waldenspuhl in Ruhestand gegangen war, übernahm Schlund im Oktober 2023 das Amt. Stellvertretende Leiterin ist die promovierte Biologin Britta Böhr. Am 1. Januar 2014 nahm die Nationalparkverwaltung mit den ersten 40 Mitarbeitern auf 31,5 Planstellen, die aus der Forst- und Naturschutzverwaltung auf den Nationalpark übergingen, die Arbeit auf. Im Jahr 2014 wuchs die Nationalparkverwaltung auf 63 Stellen, 2016 auf rund 90 Stellen an.
Der Neubau des Nationalpark-Zentrums mit Ausstellungsräumen auf Baiersbronner Gemarkung am Ruhestein wurde am 16. Oktober 2020 übergeben.

## Geschichte

### Idee
Die Idee eines Nationalparks im Nordschwarzwald war bereits Anfang der 1990er-Jahre durch das damalige NABU-Institut für Waldökologie in Bühl und dessen Leiter Volker Späth in die Diskussion gebracht worden. Landwirtschaftsminister Gerhard Weiser (CDU) und Umweltminister Erwin Vetter (CDU) sprachen sich für ein Gutachten zu den Möglichkeiten, Chancen und Risiken dazu aus.
Ministerpräsident Erwin Teufel lehnte dies 1992 zu Beginn der Großen Koalition ab – der neue Koalitionspartner SPD wurde überstimmt.
2005 kam es mit dem Wechsel von Erwin Teufel zu Günther Oettinger zum Ministerpräsidenten auch zu einem Wechsel in der Naturschutzpolitik. Das von Teufel ebenfalls abgelehnte und über eine Dissertation von Markus Rösler und den NABU ab 1993 vorgeschlagene Biosphärenreservat Schwäbische Alb benannte Oettinger gleich in der ersten Regierungserklärung als ein geplantes Ziel der neuen Landesregierung. Auch ein Nationalpark wurde im Kabinett Oettinger II nicht mehr strikt abgelehnt. 2010 zeigte sich die CDU im Landtag offen für einen Nationalpark, sofern die Bevölkerung vor Ort dies wolle, und schrieb dies in die kurz vor der Wahl beschlossene Naturschutzstrategie.
Der NABU-Landesverband Baden-Württemberg prüfte im Jahr 2011 anhand der Kriterien für Nationalparks in Deutschland mehrere Standorte in Baden-Württemberg und kam zu dem Schluss, dass im Nordschwarzwald diese Kriterien erfüllt werden können. In einem ersten Schritt hat die NABU-Studie einen möglichen „Suchraum“ von rund 40.000 Hektar identifiziert, innerhalb dessen der Nationalpark mit der Mindestgröße von 10.000 Hektar entstehen kann.
Der NABU nannte als besonders geeignete Gebiete drei so genannte unzerschnittene verkehrsarme Räume, die alle ganz oder überwiegend im Naturraum Grindenschwarzwald und Enzhöhen liegen:
- Grindenschwarzwald und Enzhöhen mit Eyachtal (UZVR 7)[27]
- Grindenschwarzwald zwischen Murg und Enz (UZVR 8)
- Grindenschwarzwald – Bühler Höhen (UZVR 9)

### Standortsuche und Entscheidungsverfahren
Die 2011 gewählte grün-rote Landesregierung Baden-Württembergs schrieb die Einrichtung eines Nationalparks – unter Berücksichtigung der Anregungen aus der Region – in den Koalitionsvertrag. Sie befürwortete einen Nationalpark, wenn er von der Bevölkerung mitgetragen wird. Ein Gutachten sollte die Vor- und Nachteile untersuchen bzw. aufzeigen. 

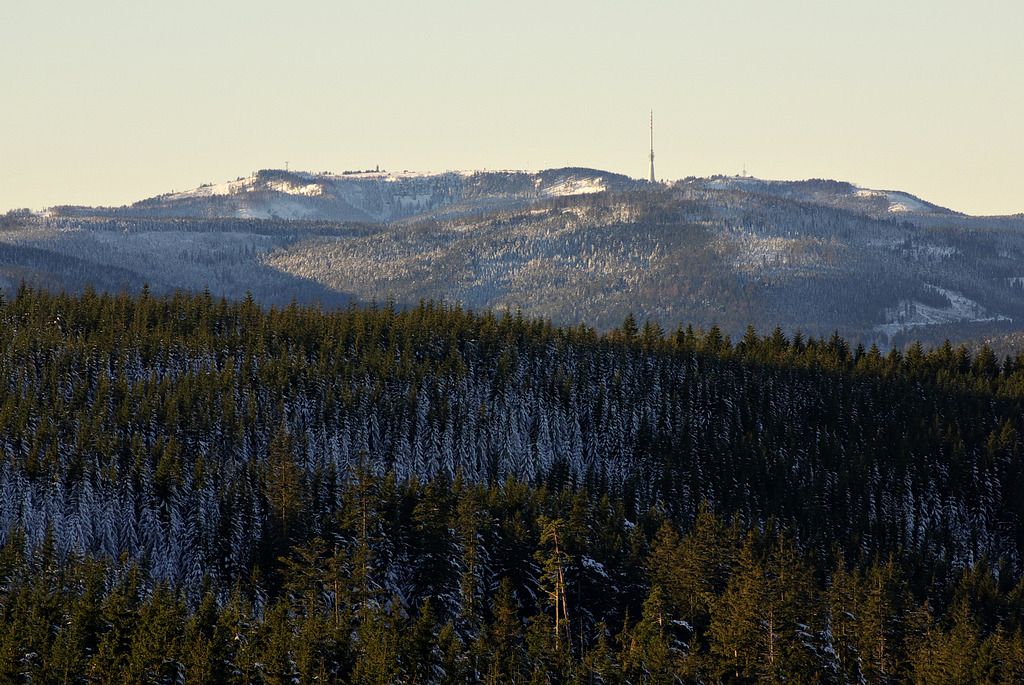
Blick vom Hohloh zur Hornisgrinde. Rechts im Mittelgrund, unterhalb des großen Sendeturms, der Hohe Ochsenkopf.

Das EU-weit ausgeschriebene Gutachten wurde in einer Kooperation mehrerer Unternehmen unter Federführung der Wirtschaftsprüfungsgesellschaft PricewaterhouseCoopers erstellt.
Die Suchkulisse des zuständigen Landesministeriums für Ländlichen Raum und Verbraucherschutz setzte sich aus drei großen Teilgebieten mit einer Gesamtgröße von rund 17.000 Hektar zusammen. Diese befinden sich westlich und östlich des Murgtals im Nordschwarzwald: Etwa 9.000 Hektar im Gebiet um den Ruhestein, 2.000 Hektar um den Hohen Ochsenkopf und 6.000 Hektar im Bereich Kaltenbronn. Im Teilgebiet Kaltenbronn standen bereits 98 Prozent der Fläche unter Schutz, am Ruhestein 93 Prozent und im Bereich Hoher Ochsenkopf immerhin schon 50 Prozent.
Parallel zur Arbeit der Gutachter berieten in sieben regionalen Arbeitskreisen unter Beteiligung und in Anwesenheit der Gutachterfirmen unterschiedliche Vertreter verschiedene Themenfelder rund um einen möglichen Nationalpark:
- Regionalentwicklung/Infrastruktur: ÖPNV und Individualverkehr in und um einen Nationalpark, Planungsrecht und Mitspracherechte, mögliche Auswirkungen auf Regenerative Energien, Trinkwasser, Holznutzung
- Tourismus: mögliche zusätzliche Wertschöpfung im Tourismus, Ansprüche der Bevölkerung an die Erholungsnutzung
- Naturpark und Nationalpark: Zusammenarbeit Nationalpark und Naturpark, Vermarktung und Förderung
- Waldumbau/Borkenkäfer: Waldentwicklung in einem Entwicklungsnationalpark, notwendige Strategien zum Borkenkäfermanagement
- Naturschutz/Biodiversität: Auswirkungen auf die Biodiversität, mögliche Konflikte mit speziellen Artenschutzmaßnahmen
- Wildtiermanagement: Auswirkungen eines möglichen Nationalparks auf Wildtierbestände, Erarbeitung notwendiger Managementstrategien
- Auerwild: Umsetzung der auerhuhnfördernden Maßnahmen (Aktionsplan Auerhuhn) in einem möglichen Nationalpark

Das Gutachten wurde am 8. April 2013 vorgestellt.
Am 4. Juni 2013 präsentierte der Landesminister für Ländlichen Raum und Verbraucherschutz Alexander Bonde im Kabinett Kretschmann I einen Vorschlag, der einen Gesetzentwurf vorbereitete und die zwei Teilgebiete Ruhestein und Hoher Ochsenkopf/Plättig umfasst. Das Gebiet um Kaltenbronn wurde ebenso herausgenommen wie einige tiefer gelegene Randbereiche. Statt Nationalpark Nordschwarzwald lautete der Name nun Nationalpark Schwarzwald.
Bis zum 14. August 2013 konnte der Gesetzentwurf im Beteiligungsportal des Landes kommentiert werden. Am 8. Oktober 2013 beschloss das Kabinett den Entwurf zum Gesetz zur Errichtung des Nationalparks Schwarzwald, der am 23. Oktober 2013 in den Landtag Baden-Württemberg eingebracht wurde. Am 28. November 2013 nahm der Landtag in namentlicher Abstimmung mit 71 zu 63 Stimmen das Gesetz an. Grüne und SPD stimmten geschlossen dafür, CDU und FDP bis auf den CDU-Abgeordneten Günther-Martin Pauli dagegen.

### Positionen der Akteure in der politischen Willensbildung
Die Einrichtung des Nationalparks war umstritten. Im Folgenden werden die unterschiedlichen Positionen der Akteure aufgezeigt.

#### Politik
Die Landesregierung erhoffte sich durch den Nationalpark einen Beitrag zur Nationalen Biodiversitätsstrategie und die Verantwortung für nutzungsfreie Flächen („Natur Natur sein lassen“), touristische und wirtschaftliche Impulse für die Region sowie einen Beitrag zum Erhalt der Artenvielfalt.
SPD und Grüne argumentierten im Sommer 2011 für den Nationalpark. Zu den Auswirkungen sagten sie, es sei lediglich eine Umwidmung von 10.000 bis 15.000 Hektar ausschließlich auf Flächen des Landes geplant (Staatswald). Sie verwiesen zudem auf einen weitgehenden parteiübergreifenden Konsens: Im Landtagswahlkampf hatten nicht nur Grüne und SPD, sondern auch die CDU einen Nationalpark gefordert.
Die FDP im Landtag lehnte 2011 einen Nationalpark im Nordschwarzwald ab. Sie argumentierte, es gebe dort keine ausreichend große zusammenhängende Fläche. Die nötigen 75 Quadratkilometer der Kernzone störten die bestehende Balance zwischen Mensch, Umwelt und Wirtschaft in der Region. FDP-Fraktionssprecher Hans-Ulrich Rülke bestätigte die ablehnende Haltung seiner Fraktion im April 2013. FDP-Landeschefin Birgit Homburger erklärte im Juni 2013, dass die grün-rote Landesregierung keine Rücksicht auf die Bevölkerung vor Ort und auf Kosten nehme, um ihr „Prestigeprojekt Nationalpark durchzudrücken“.
Die CDU-Landtagsfraktion kündigte im Juli 2013 an, gegen das Nationalparkgesetz stimmen zu wollen, um der Ablehnung der Menschen vor Ort Rechnung zu tragen. Ex-Ministerpräsident Oettinger äußerte sich im November 2012 jedoch ebenso positiv für die Ausweisung des Nationalparks, wie dies 20 weitere CDU-Politiker taten, zu denen auch Erwin Vetter gehörte.

#### Tourismus
Die Schwarzwald Tourismus GmbH fand einerseits, dass ein Nationalpark ein zusätzlicher Anreiz für Touristen sein könne. Andererseits sah sie die Notwendigkeit eines Nationalparks nicht, da schon „Wildnisgebiete“ existierten. Der Geschäftsführer der Tourismus Marketing Baden-Württemberg, Andreas Braun, setzte sich offensiv für einen Nationalpark ein, da er sich positive Effekte für den Tourismus erhoffte.
Das Gutachten von PricewaterhouseCoopers erwartete 248 bis 621 neue Arbeitsplätzen im Tourismus. Zusätzliche 190.000 neue Übernachtungsgäste und etwa 255.000 neue Tagesgäste würden zudem Umsätze von rund 18 Millionen Euro schaffen, was nach Angaben der Gutachter 428 Vollarbeitsplätzen entspräche.

#### Forstwirtschaft

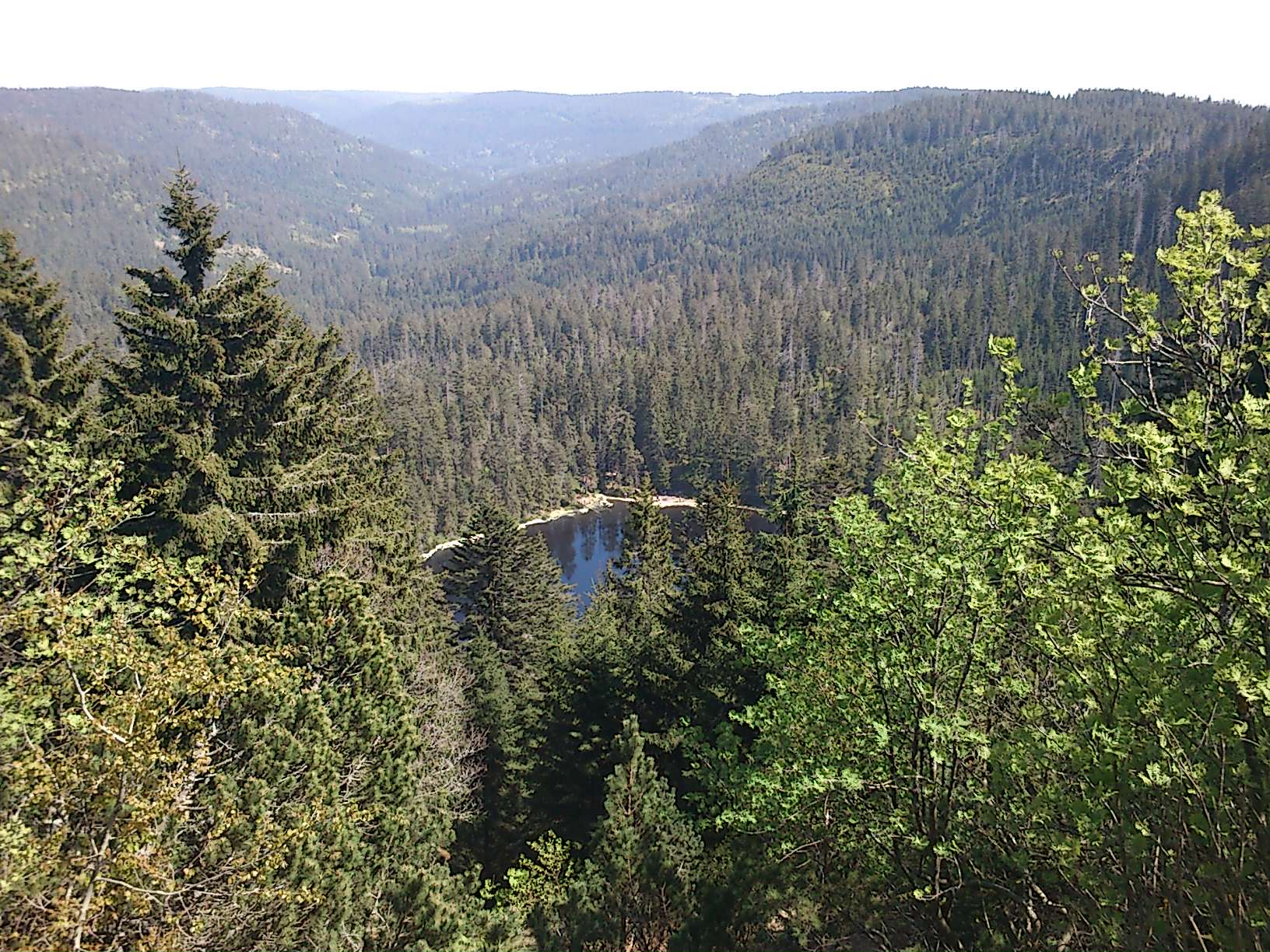
Das dicht bewaldete Tal der Schönmünz mit dem Wildsee

Vor allem die holzverarbeitende Industrie und kleine Sägereien äußerten wirtschaftliche Vorbehalte. Aus ihrer Sicht gibt es keine Rechtfertigung für die Ausweisung eines Totalreservates mit Totholzflächen. Sie argumentierten, dass in ganz Europa die Nachfrage nach Holz steige, aber das Angebot sinke. Daher sei es nicht vernünftig, die Wälder sich selbst zu überlassen und nicht zu bewirtschaften. Die auszuweisenden 10.000 Hektar Wald entsprächen etwa 100.000 Festmeter Holz, die dem Markt dann entzogen würden. Dadurch könnten Arbeitsplätze in der Forstwirtschaft wegfallen. Das Gutachten von PricewaterhouseCoopers geht von 26.600 Festmetern aus, die kompensiert werden müssten, sowie von einer Gefahr für etwa 110 Arbeitsplätze, falls dies nicht gelingen sollte. Die Landtagsfraktion der Grünen verweist darauf, dass in einem Entwicklungsnationalpark die ersten zwanzig bis maximal dreißig Jahre aufgrund der teils starken „Verfichtung“ mit einem höheren Fichten-Einschlag als derzeit zu rechnen sei.
Der Bundesverband Holzpackmittel, Exportverpackung (HPE) wies darauf hin, dass er seine Holzversorgung durch Einkauf in anderen Regionen Deutschlands oder durch Importware aus Osteuropa mit möglicherweise abgeschwächten Nachhaltigkeitskriterien vornehmen müsse. Das führe zu höherem CO2-Ausstoß und höheren Kosten durch lange Transportwege.
Die Forstkammer Baden-Württemberg, als Vertreterin der kommunalen und privaten Waldbesitzer, sah die Ausweisung eines Nationalparks wegen der Existenzsorgen der davon betroffenen, direkt angrenzenden Waldeigentümer skeptisch. Sie befürchtete „negative Seiteneffekte sowohl für Waldbesitz und Wirtschaft, als auch für Umwelt und Klimaschutz“. Unter dem Titel Tourismus und Nationalpark im Nordschwarzwald – zwei harmonische Partner? fasste der Forstwissenschaftler Wolfgang Tzschupke Argumente gegen das Projekt zusammen.

#### Bewohner

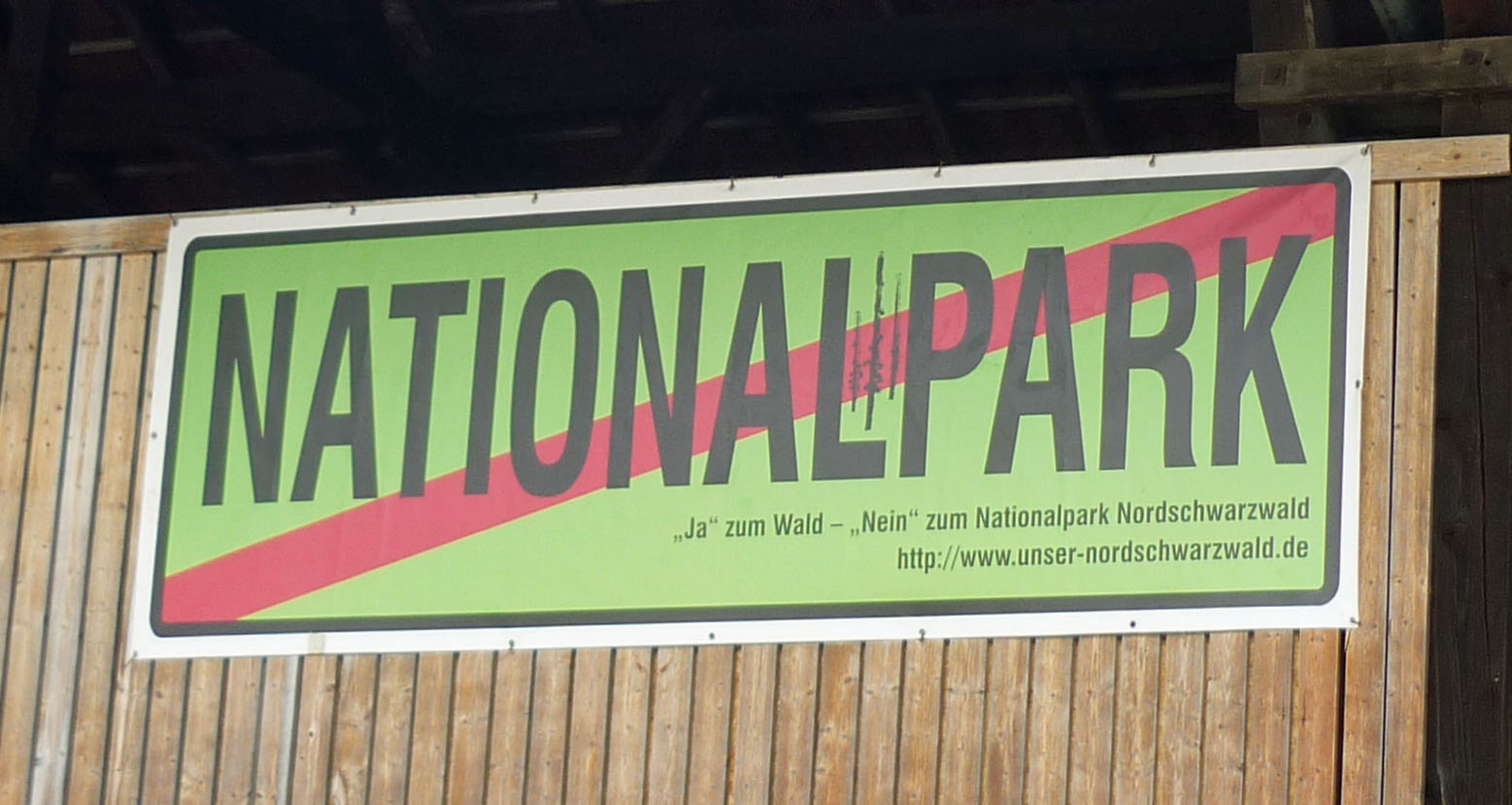
Schild der Nationalparkgegner

Im August 2011 bildete sich die private Interessengemeinschaft Unser Nordschwarzwald, die sich gegen den Park aussprach. Schilder und Aufkleber ähnelten dem Material aus dem Protest gegen Stuttgart 21. Auf ihnen stand auf grünem Grund rot durchgestrichen „Nationalpark“. Einige private Grundstückseigentümer stellten diese Schilder auf ihrem Besitz auf. Unser Nordschwarzwald ist seit Februar 2012 ein eingetragener Verein mit Sitz in Baiersbronn. Der Verein hatte das Ziel, den Nationalpark Nordschwarzwald zu verhindern; er sah die Bürger des Nordschwarzwalds als „Opfer von Wildnisideologen“. Der Verein argumentierte u. a., dass Naturschutz, wie er in Nationalparks umgesetzt wird, im Schwarzwald keinerlei Vorteile gegenüber bereits bestehenden Maßnahmen und Einrichtungen brächte. Der Nordschwarzwald verfüge bereits über zahlreiche Bannwälder und Naturschutz- bzw. Natura-2000-Gebiete. Sensible Naturräume ständen bereits unter Schutz und die bisherige „Symbiose zwischen Schutz und Nutzung der Natur“ habe sich bewährt.
Am 3. Dezember 2011 gründete sich auf der Darmstädter Hütte der Verein Freundeskreis Nationalpark Schwarzwald. Der Verein ist ein Zusammenschluss von Bürgern mit dem Ziel, die Einrichtung eines Nationalparks im Nordschwarzwald zu unterstützen.
Am 12. Mai 2013 fanden in sieben Gemeinden Bürgerbefragungen statt, die aber rechtlich weder auf kommunaler noch auf Landesebene bindende Wirkung haben. Die Bevölkerung in den Gemeinden Bad Wildbad, Enzklösterle, Bad Herrenalb, Freudenstadt, Baiersbronn, Seewald und Forbach sprach sich insgesamt etwa mit 75 % gegen die Einrichtung des Nationalparks aus. Nach dem danach veröffentlichten Vorschlag von Alexander Bonde liegen zwei der sieben dem Nationalpark ablehnend gegenüberstehenden Gemeinden im Gebiet des Parks.
| Stadt oder Gemeinde | gültige Bögen für den Nationalpark | gültige Bögen für den Nationalpark | gültige Bögen gegen den Nationalpark | gültige Bögen gegen den Nationalpark | abgegebene Befragungsbögen | abgegebene Befragungsbögen |
| Stadt oder Gemeinde | Anzahl                             | Anteil                             | Anzahl                               | Anteil                               | Anzahl                     | Anteil                     |
| ------------------- | ---------------------------------- | ---------------------------------- | ------------------------------------ | ------------------------------------ | -------------------------- | -------------------------- |
| Baiersbronn         | 1.756                              | 21,68 %                            | 6.344                                | 78,32 %                              | 8.135                      | 67,93 %                    |
| Bad Wildbad         | 1.160                              | 24,60 %                            | 3.555                                | 75,40 %                              | 4.741                      | 59,41 %                    |
| Bad Herrenalb       | 354                                | 36,12 %                            | 626                                  | 63,88 %                              | 982                        | 16,37 %                    |
| Freudenstadt        | 2.766                              | 32,17 %                            | 5.832                                | 67,83 %                              | 8.641                      | 49,43 %                    |
| Seewald             | 171                                | 12,96 %                            | 1.148                                | 87,04 %                              | 1.322                      | 71,61 %                    |
| Enzklösterle        | 189                                | 24,48 %                            | 583                                  | 75,52 %                              | 780                        | 81,42 %                    |
| Forbach             | 528                                | 17,58 %                            | 2.476                                | 82,42 %                              | 3.009                      | 75,62 %                    |
| Gesamt              | 6.924                              | 25,19 %                            | 20.564                               | 74,81 %                              | 27.610                     | 54,98 %                    |

Die Gemeinde Forbach fürchtete laut Stuttgarter Zeitung im August 2011 um ihr Holz und die Freiheiten der Bürger. Bürgermeister Kuno Kußmann (CDU) gab an, dass „Beeren sammeln, Jagen und Holzmachen dann nicht mehr gingen und Schädlinge, die sich im Nationalpark ungehindert entwickeln dürften, die angrenzenden Nutzwälder der Gemeinde schädigen könnten“. Nach der Veröffentlichung des Bonde-Vorschlags erklärte er jedoch, sich in die weitere Gestaltung einbringen zu wollen, damit „Chancen gemehrt und Risiken minimiert werden“ können.
Im Anhörungsverfahren zum Nationalpark-Gesetz stimmten sowohl eine Mehrheit der sieben Nationalpark-Gemeinden, der fünf Stadt- und Landkreise der Region und der drei beteiligten Regionalverbände als auch der Naturpark Schwarzwald Mitte/Nord für die Einrichtung des Nationalparks. Die Stadt Baden-Baden brachte sogar freiwillig eine Stadtwaldfläche von ca. 400 ha in die Nationalparkkulisse mit ein.

#### Naturschutzverbände
Die Naturschutzverbände BUND und NABU unterstützten die Idee eines Nationalparkes. Der NABU Baden-Württemberg finanzierte aus eigenen Mitteln ein Gutachten, das die Eignung verschiedener Gebiete im Schwarzwald untersuchte. Der WWF sah in dem Vorhaben eine „Chance für den Schwarzwald“ und eine „Bereicherung – auch für Menschen“.

#### Staatlicher Naturschutz
Die Präsidentin des Bundesamtes für Naturschutz (BfN), Beate Jessel, begrüßte aus Anlass der internationalen Schutzgebietskonferenz von EUROPARC Deutschland die Nationalparkinitiative des Landes Baden-Württemberg. Es bedürfe in Deutschland der Neuausweisung von weiteren Nationalparks, um das Fünf-Prozent-Ziel einer natürlichen Waldentwicklung der Nationalen Biodiversitätsstrategie zu erreichen und um zu gewährleisten, dass alle Großlandschaften exemplarisch durch Nationalparks erfasst seien.

## TV-Dokumentation
- 2019: SWR Odysso – Nationalpark-Check – Wie gut sind unsere Naturschutzgebiete? 45 Min. (online)